# 高盛大廈

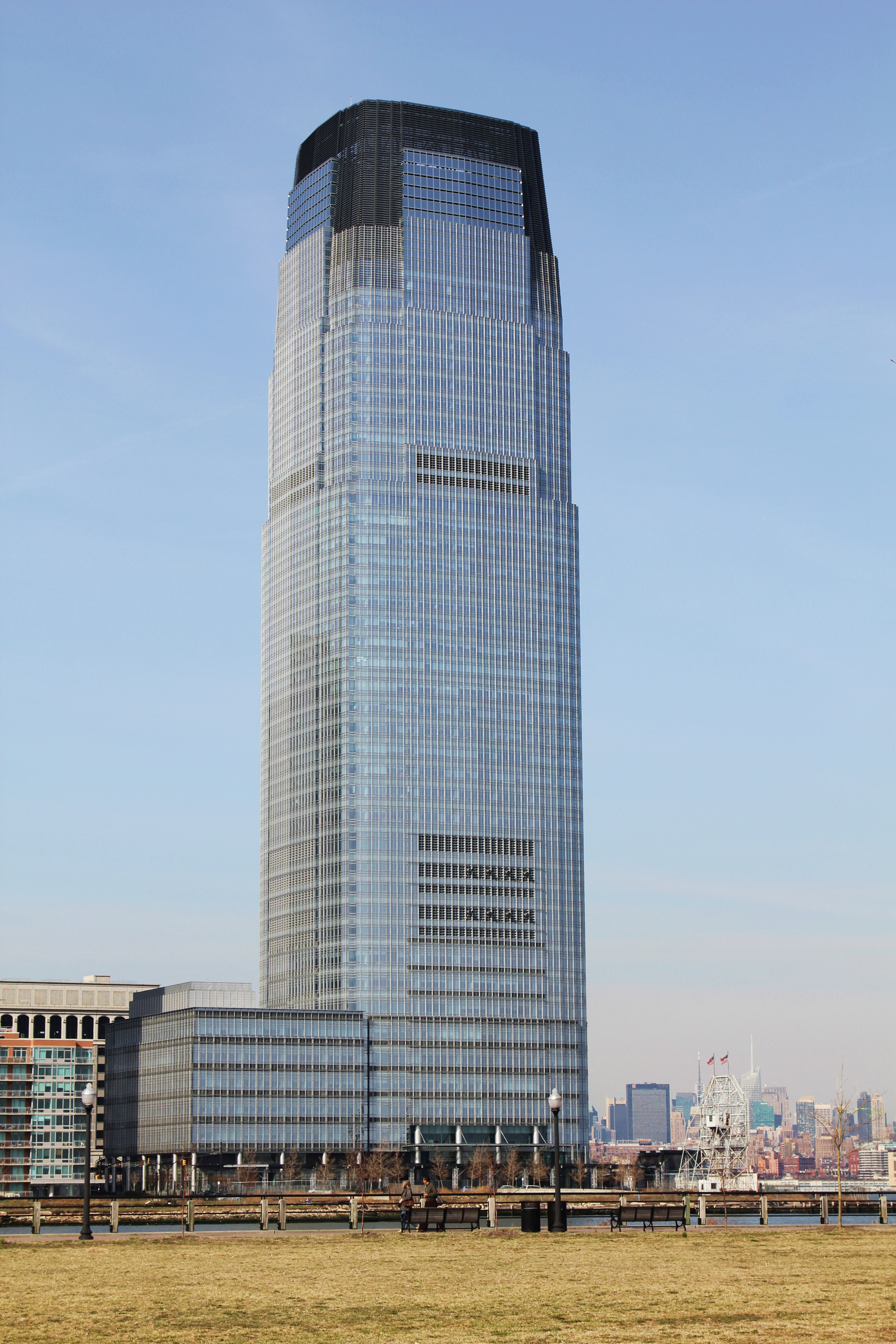
高盛大廈

高盛大廈（英文：Goldman Sachs Tower），官方名稱哈德遜街30號大廈（英文：30 Hudson Street），位於美國新澤西州澤西市哈德遜街30號，目前是新澤西州第二高的建築物。

## 历史
大樓由國際知名建築師西薩·佩里設計，最為人熟悉的設計是吉隆坡雙峰塔，與高盛大廈隔著哈德遜河的世界金融中心亦是他的作品。高盛大廈的外觀設計與同為他設計的香港國際金融中心及深圳市寶能中心非常相似，三者僅樓頂及幕牆細部設計有所不同而已。
高盛大廈高238米（781英尺），樓高42層，耗費46億美元興建。大樓於2004年落成，作為投資銀行高盛的辦公大樓，設施包括銀行、辦公室、咖啡廳、醫療中心及健身設施。物業由Hines Property Management負責管理，並且得到美國綠建築委員會（U.S. Green Building Council）認證為領先能源及環境設計。大樓交通方便，鄰近哈德遜-博根輕軌鐵路的Essex Street站及Exchange Place站。
高盛大廈的選址為Exchange Place Area，是澤西市昔日的工業區，近年已活化為澤西市黃金海岸的一部分，昔日海傍的工廠與倉庫，亦被大型的住宅、商業及辦公樓所取代。高盛集團原先規劃為大廈作為公司的綜合發展園區，提供訓練中心、大學及酒店等設施。然而，不少以曼哈頓為家的財務人員拒絕遷出華爾街，因此大廈頂層的13層至今仍然空置。儘管高盛大廈的選址受到不少財務人員的反對，然而包括高盛集團的房地產、技術、營運及管理部門的4000名員工遷入了大樓。
2006年，高盛在曼哈頓下城區，位於世界金融中心北面供銷售部門使用的辦公樓-韋斯特街200號動工，集團正計劃以私人渡輪接載員工往返新大樓及高盛大廈。
從2004年起，高盛大廈一度為新澤西州最高建築物，也是紐約都會區除紐約市以外的最高樓，直至2018年鄰近的哈德遜街99號大廈封頂，才被樓高270公尺的後者取代。